# Sokrates' død i fængslet (Peyron)
Sokrates' død i fængslet er et maleri af den franske maler Jean-François Pierre Peyron fra 1786 eller 1787. Maleriet blev første gang udstillet på den franske enevældes udstilling i Louvre, Salonen, i 1787.

## Motiv
Maleriet viser det tidspunkt, hvor Sokrates skal til at drikke den skarntydesaft, der vil slå ham ihjel, efter, at han var blevet dømt til døden for krænkelse af den athenske stat. Sokrates fremstilles på billedet som den stærke, der til det sidste belærer sine elever om sjælens udødelighed. Hovedpersonen befinder sig umiddelbart til højre for midten. Omkring ham, i forgrunden forneden, til venstre i billedfeltet samt i baggrunden til højre ses eleverne, der alle er fortvivlede over den forestående begivenhed. Helt til højre den person, der bringer Sokrates bægeret med giften.
Kompositionen lever op til datidige krav om en relieflignende fremstilling af rum og personer: Sokrates og en del af eleverne ses forfra, resten nærmest i profil. Rummet domineres af bagvæg, der løber parallelt med billedfladen, mens væggen til højre bidrager til at give rummet dybde.
Maleriet er overvejende holdt i mørke farver, kun enkelte klædestykker i rødt, orange, gult og blåt bidrager til farvevariationen.

## Motivets historiske kontekst
Maleriet stammer fra Frankrig i enevældens sidste tid og er derfor "politisk korrekt". Helten i billedet er Sokrates, som i sin åndelige storhed har trodset datidens demokratiske republik og derfor lider en efter tidens opfattelse uretmæssig død. Motivet kan derfor opfattes som en indirekte kritik af demokratiet. Karakteristisk nok blev billedet bestilt af den enevældige franske konges kulturminister.
Omstændighederne omkring Sokrates retssag og domfældelse er behandlet af Søren Kierkegaard i dennes disputats Om Begrebet Ironi med stadigt Hensyn til Socrates. Modsat kunstneren opfatter Kierkegaard dommen som retfærdig, da Sokrates var samfundsundergravende og derfor farlig for staten.

## Yndet motiv
Et maleri med samme motiv blev på samme udstilling udstillet af Jacques-Louis David. Der er mindre forskelle i opbygningen af motivet, men også i dette tilfælde er Sokrates den centrale og helteagtige skikkelse.

## Proveniens
Maleriet befinder sig på Statens Museum for Kunst.